# Río Puelo (Chile)
Río Puelo, o también conocido simplemente como Puelo, es un poblado chileno en la comuna de Cochamó de la provincia de Llanquihue, Región de Los Lagos. Es capital de comuna y se encuentra muy próximo a la confluencia del río Puelo con el estuario del Reloncaví.
La localidad cuenta con varios servicios municipales, escuela, Carabineros y la única estación de servicios para cargar combustible en el área. Próximo a Río Puelo se encuentra Puelo Bajo, sector donde se ubica el Aeródromo Puelo Bajo.
Río Puelo es además punto de entrada al valle del mismo nombre, donde se encuentran las localidades de Las Gualas, Llanada Grande, Primer Corral y Segundo Corral; los lagos Tagua Tagua, Azul, Las Rocas e Inferior, entre otros; y el Paso Río Puelo, en el límite con Argentina. Desde la localidad de Río Puelo también se puede acceder a la laguna y valle de Candelaria. Además están cercanas las localidades de Yates (a 10 kilómetros) y Llaguepe (a 19 kilómetros), localizadas a los pies del Volcán Yates. Se puede acceder a Yates desde Caleta Puelche, que se encuentra a 36 kilómetros.
Desde la rampa ubicada en el estuario del Reloncaví se puede acceder por lancha hasta la localidad de Sotomó y sus baños termales en la ribera norte del estuario.

## Medios de comunicación

### Radioemisoras
FM
- 96.1  MHz - Radio Estuario FM

Radios Online
- Radio Estuario FM

### Televisión

#### VHF
- 7 - TVN
- 9 - Mega
- 13 - Canal 13

### TDT (asignadas para su futura emisión)
- 7.1 - TVN HD
- 7.2 - NTV
- 7.31 - TVN One Seg
- 13.1 - Canal 13 HD
- 13.2 - T13 En Vivo
- 13.31 - Canal 13 One Seg

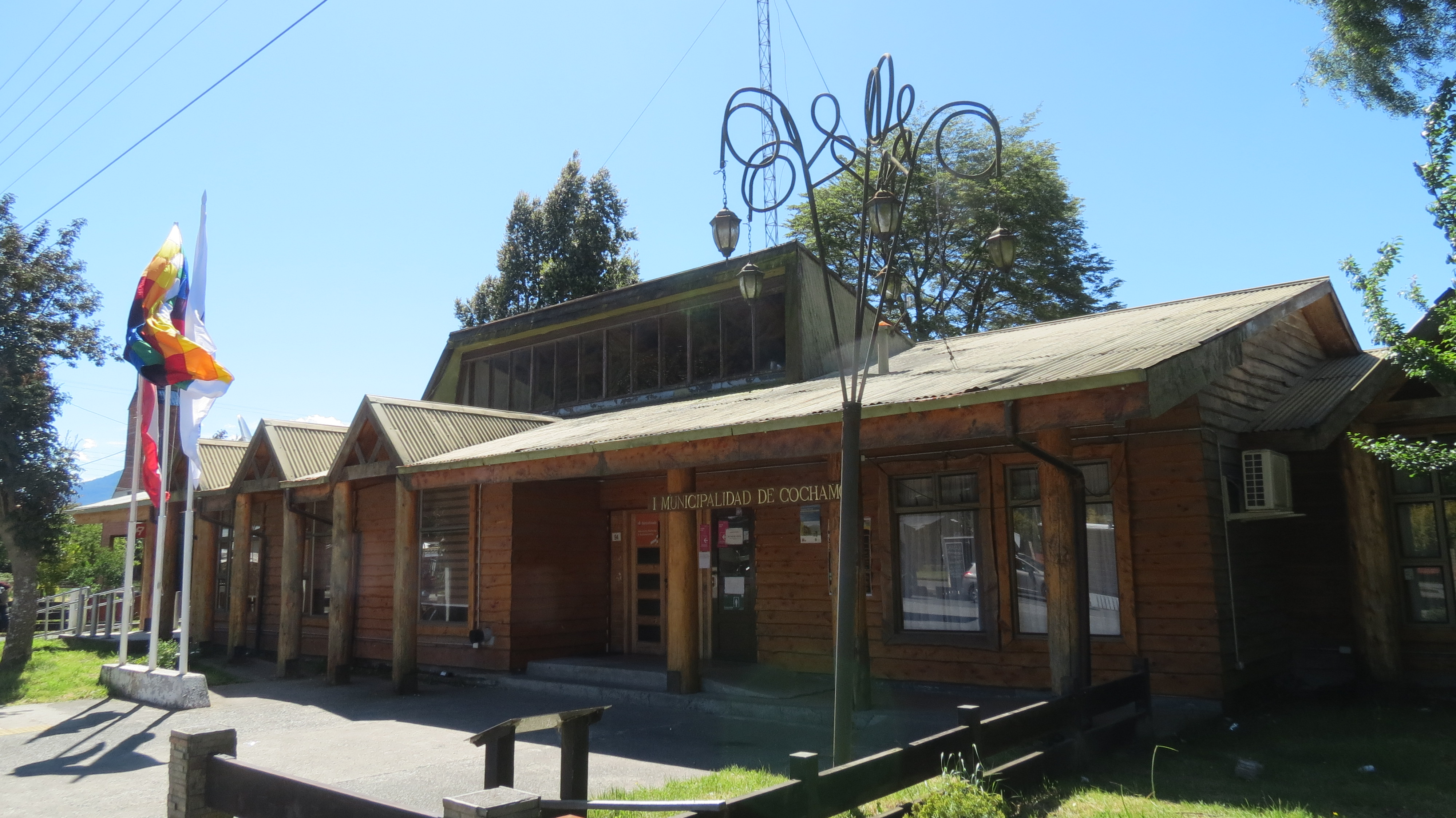
Municipalidad de Cochamó, Rio Puelo (Chile)

También se encuentra asignada esta señal, pero sin embargo, es posible que el canal pueda renunciar su concesión de televisión como lo que ha ocurrido en otras ciudades del país 
- 9.1 - Mega
- 9.2 - Mega 2
- 9.31 - Mega One Seg